# Сектор магнітного диска

Структура диска:
(A) доріжка
(B) геометричний сектор
(C) сектор доріжки
(D) кластер

Сектор (англ. sector) — ділянка доріжки магнітного диску, що є мінімальною фізично адресованою одиницею пам'яті. Першим фізичним сектором на жорсткому диску або іншому пристрої зберігання інформації, що розбивається на логічні диски (розділи), є головний завантажувальний запис.
Для більш ефективного використання місця на диску файлова система може об'єднувати сектори в кластери, розміром від 512 байт (один сектор) до 64 кбайт (128 секторів). Перехід до кластерів відбувся тому, що розмір таблиці FAT був обмежений, а розмір диска збільшувався. У разі FAT16 для диска об'ємом 512 Мб кластер буде складати 8 КБ, до 1 Гб — 16 Кб, до 2 Гб — 32 Кб і так далі.
Через популярність файлової системи NTFS та інших, в яких блок розміщення файлів становить 4 Кб, з 2011 року комп'ютерні диски почали відформатовуватися на 4K сектори, що дозволило збільшити обсяг диска на 7 — 11 %.
Старі версії[які?] операційних систем можуть не підтримувати новий формат дисків.